# Cañari
De Cañari zijn indianen uit de provincies Azuay en Canar in Ecuador. Ze werden begin 16e eeuw door de Inca's overwonnen, kort voor de komst van de Spaanse conquistadores. Ze verenigden zich met de Spanjaarden tegen de Inca's. Er bestaan tegenwoordig enige duizenden Cañari.

## Vloedlegende
Volgens een vloedlegende van de Cañari overleefden slechts twee broers een grote overstroming op de berg Huacaynan. Naarmate het water hoger steeg, steeg ook de berg. Ze raakten door hun voedsel heen en vreesden de hongerdood te sterven. Ze zakten in elkaar van uitputting en bouwden op de plaats een hutje. Op een avond vonden ze een maaltijd klaarstaan met chicha, (maïsbier). Na tien avonden besloten ze te onderzoeken wie voor hen de maaltijd bereidden. De oudste broer verschool zich in de hut, terwijl de jongste op pad ging om voedsel te zoeken. Er streken twee kleurige ara's voor de hut neer met het gezicht van mooie vrouwen. De man wilde hen grijpen, maar boos vlogen ze weg. Daarna hield de jongste broer de wacht en na drie dagen kwamen de ara's terug. De jongste broer deed de deur dicht en wist de kleinste ara te vangen. Zij bleef bij hem, werd zwanger en ze kregen zes zonen en zes dochters, de voorouders van de Cañari. De broers en de vogelvrouw kweekten gewassen, die zij uit verre streken meebracht. De Cañari beschouwen de berg Huacaynan als een huaca, een heilige plaats. en ze hebben ontzag en respect voor de ara.